# ميركو جيانسانتي
ميركو جيانسانتي (بالإيطالية: Mirko Giansanti)‏ هو متسابق دراجات نارية إيطالي. نافس في سباقات بطولة العالم لفئة 250 سي سي ولفئة 125 سي سي ولفئة 50 سي سي. كما شارك في بطولة العالم للسوبرسبورت.

## روابط خارجية
- ميركو جيانسانتي على موقع MotoGP.com (الإنجليزية)
- ميركو جيانسانتي على موقع WorldSBK.com (الإنجليزية)
- ميركو جيانسانتي على موقع CONI honoured athlete website (الإيطالية)